# West Providence
West Providence è una township degli Stati Uniti d'America, nella contea di Bedford nello Stato della Pennsylvania. Secondo il censimento del 2000 la popolazione è di 3.323 abitanti.

## Società

### Evoluzione demografica
La composizione etnica vede una maggioranza della razza bianca (99,01%) seguita da quella degli afroamericani (0,30%), dati del 2000.
| township di West Providence Popolazione |       |
| 2000                                    | 3.323 |
| Stima al 2009                           | 3.269 |